# Elite Ice Hockey League 2013/14
Die Saison 2013/14 war die elfte Spielzeit der Elite Ice Hockey League, der höchsten britischen Eishockeyspielklasse. Erster der regulären Saison wurden die Belfast Giants, die jedoch im Finale den Sheffield Steelers mit 2:3 unterlagen.

## Modus
In der regulären Saison absolvierte jede der zehn Mannschaften insgesamt 52 Spiele. Der Erstplatzierte wurde Britischer Meister. Die acht bestplatzierten Mannschaften qualifizierten sich für die Playoffs, in denen der Playoff-Sieger ausgespielt wurde. Für einen Sieg nach regulärer Spielzeit und nach Overtime erhielt jede Mannschaft zwei Punkte, für eine Niederlage nach Overtime bzw. Shootout einen Punkt und für eine Niederlage nach der regulären Spielzeit null Punkte.

## Reguläre Saison

### Tabelle
|     | Klub                | Sp | S  | N  | OTN | SON | Tore    | Punkte |
| --- | ------------------- | -- | -- | -- | --- | --- | ------- | ------ |
| 1.  | Belfast Giants      | 52 | 43 | 6  | 1   | 2   | 21:127  | 89     |
| 2.  | Sheffield Steelers  | 52 | 31 | 17 | 1   | 3   | 172:141 | 66     |
| 3.  | Dundee Stars        | 52 | 28 | 20 | 1   | 3   | 152:148 | 60     |
| 4.  | Nottingham Panthers | 52 | 25 | 20 | 4   | 3   | 188:169 | 57     |
| 5.  | Braehead Clan       | 52 | 24 | 20 | 5   | 3   | 180:171 | 56     |
| 6.  | Coventry Blaze      | 52 | 24 | 22 | 4   | 2   | 168:167 | 54     |
| 7.  | Fife Flyers         | 52 | 24 | 23 | 3   | 2   | 172:188 | 53     |
| 8.  | Hull Stingrays      | 52 | 24 | 24 | 1   | 3   | 168:186 | 52     |
| 9.  | Cardiff Devils      | 52 | 24 | 24 | 2   | 2   | 162:182 | 52     |
| 10. | Edinburgh Capitals  | 52 | 13 | 36 | 0   | 3   | 134:227 | 29     |

Sp = Spiele, S = Siege, U = Unentschieden, N = Niederlagen, OTS = Overtime-Siege, OTN = Overtime-Niederlage, SOS = Penalty-Siege, SON = Penalty-Niederlage

## Playoffs

### Viertelfinale
|                     | Gesamt |                | Hinspiel | Rückspiel |
| ------------------- | ------ | -------------- | -------- | --------- |
| Belfast Giants      | 7:3    | Hull Stingrays | 4:1      | 3:2       |
| Sheffield Steelers  | 9:3    | Coventry Blaze | 3:2      | 6:1       |
| Dundee Stars        | 4:8    | Fife Flyers    | 3:4      | 1:4       |
| Nottingham Panthers | 1:9    | Braehead Clan  | 0:4      | 1:5       |

### Halbfinale
| Datum                 | Heimmannschaft     |   | Gastmannschaft | Ergebnis            |
| --------------------- | ------------------ | - | -------------- | ------------------- |
| 05.08.2014, 14:00 Uhr | Belfast Giants     | – | Fife Flyers    | 1:0 (0:0, 0:0, 1:0) |
| 05.04.2014, 18:00 Uhr | Sheffield Steelers | – | Braehead Clan  | 3:2 (2:1, 0:1, 1:0) |

### Spiel um Platz 3
| Datum                 | Heimmannschaft |   | Gastmannschaft | Ergebnis                    |
| --------------------- | -------------- | - | -------------- | --------------------------- |
| 06.04.2014, 12:00 Uhr | Braehead Clan  | – | Fife Flyers    | 7:6 OT (0:2, 3:2, 3:2, 1:0) |

### Finale
| Datum                 | Heimmannschaft |   | Gastmannschaft     | Ergebnis                    |
| --------------------- | -------------- | - | ------------------ | --------------------------- |
| 06.04.2014, 17:00 Uhr | Belfast Giants | – | Sheffield Steelers | 2:3 OT (0:0, 2:2, 0:0, 0:1) |